# Saison 1 de RuPaul's Drag Race Down Under
La première saison de RuPaul's Drag Race Down Under est diffusée pour la première fois le 1er mai 2021 sur Stan en Australie, sur TVNZ en Nouvelle-Zélande et sur WOW Presents Plus à l'international.
La création d'une version australienne et néo-zélandaise de RuPaul's Drag Race est annoncée le 26 août 2019. Les juges principaux sont RuPaul, Michelle Visage et Rhys Nicholson. Le casting est composé de dix candidates et est annoncé le 6 mars 2021 lors du Sydney Mardi Gras.
La gagnante de la saison reçoit un an d'approvisionnement de maquillage chez Revolution Beauty Cosmetics et 30 000 dollars.
La gagnante de la saison est Kita Mean, avec comme secondes Art Simone, Karen From Finance et Scarlet Adams.

## Candidates
Les candidates de la première saison de RuPaul's Drag Race Down Under sont :
(Les noms et âges donnés sont ceux annoncés au moment de la compétition.)
| Candidate          | Nom                | Âge | Résidence                                    | Classement  |
| ------------------ | ------------------ | --- | -------------------------------------------- | ----------- |
| Kita Mean          | Nick Nash          | 34  | Auckland, Auckland, Nouvelle-Zélande         | Gagnante    |
| Art Simone         | Jack Daye          | 28  | Melbourne, Victoria, Australie               | Secondes    |
| Karen From Finance | Richard Chadwick   | 32  | Melbourne, Victoria, Australie               | Secondes    |
| Scarlet Adams      | Anthony Price      | 27  | Perth, Australie-Occidentale, Australie      | Secondes    |
| Elektra Shock      | James Luck         | 27  | Auckland, Auckland, Nouvelle-Zélande         | 5ème place  |
| Maxi Shield        | Kris Elliot        | 46  | Sydney, Nouvelle-Galles du Sud, Australie    | 6ème place  |
| Etcetera Etcetera  | Oliver Levi-Malouf | 22  | Sydney, Nouvelle-Galles du Sud, Australie    | 7ème place  |
| Anita Wigl'it      | Nick Kennedy-Hall  | 31  | Auckland, Auckland, Nouvelle-Zélande         | 8ème place  |
| Coco Jumbo         | Luke Vito          | 29  | Sydney, Nouvelle-Galles du Sud, Australie    | 9ème place  |
| Jojo Zaho          | John Ridgeway      | 30  | Newcastle, Nouvelle-Galles du Sud, Australie | 10ème place |

## Progression des candidates
|            |                    | Épisode | Épisode | Épisode | Épisode | Épisode | Épisode | Épisode | Épisode           |
| 1          | 2                  | 3       | 4       | 5       | 6       | 7       | 8       |         |                   |
| ---------- | ------------------ | ------- | ------- | ------- | ------- | ------- | ------- | ------- | ----------------- |
| Candidates | Kita Mean          | SAFE    | SAFE    | HIGH    | SAFE    | HIGH    | WIN     | BTM2    | GAGNANTE          |
| Candidates | Art Simone         | HIGH    | ELIM    |         | HIGH    | SAFE    | SAFE    | LOW     | SECONDE           |
| Candidates | Karen From Finance | WIN     | LOW     | SAFE    | BTM2    | LOW     | HIGH    | LOW     | SECONDE           |
| Candidates | Scarlet Adams      | HIGH    | LOW     | WIN     | WIN     | SAFE    | BTM2    | WIN     | SECONDE           |
| Candidates | Elektra Shock      | BTM2    | LOW     | BTM2    | SAFE    | WIN     | LOW     | ELIM    |                   |
| Candidates | Maxi Shield        | SAFE    | LOW     | LOW     | HIGH    | BTM2    | ELIM    |         |                   |
| Candidates | Etcetera Etcetera  | SAFE    | SAFE    | SAFE    | LOW     | ELIM    |         |         |                   |
| Candidates | Anita Wigl'it      | SAFE    | WIN     | HIGH    | ELIM    |         |         |         | MISS.CONGENIALITY |
| Candidates | Coco Jumbo         | LOW     | BTM2    | ELIM    |         |         |         |         |                   |
| Candidates | Jojo Zaho          | ELIM    |         |         |         |         |         |         |                   |

 La candidate a gagné RuPaul's Drag Race.
 La candidate est arrivée seconde.
 La candidate a été élue Miss Congeniality.
 La candidate a gagné le défi.
 La candidate a reçu des critiques positives des juges et a été déclarée sauve.
 La candidate a été déclarée sauve.
 La candidate a reçu des critiques des juges et a été déclarée sauve.
 La candidate a reçu des critiques négatives des juges mais a été déclarée sauve.
 La candidate a été en danger d'élimination.
 La candidate a été éliminée.

## Lip-syncs
| Épisode | Candidate          | vs.        | Candidate          | Chanson                     | Artiste            | Candidate éliminée                          |
| ------- | ------------------ | ---------- | ------------------ | --------------------------- | ------------------ | ------------------------------------------- |
| 1       | Elektra Shock      | vs.        | Jojo Zaho          | "Tragedy"                   | Bee Gees           | Jojo Zaho                                   |
| 2       | Art Simone         | vs.        | Coco Jumbo         | "I'm That Bitch"            | RuPaul             | Art Simone                                  |
| 3       | Coco Jumbo         | vs.        | Elektra Shock      | "Shake Your Groove Thing"   | Peaches & Herb     | Coco Jumbo                                  |
| 4       | Anita Wigl'it      | vs.        | Karen From Finance | "I Begin to Wonder"         | Dannii Minogue     | Anita Wigl'it                               |
| 5       | Etcetera Etcetera  | vs.        | Maxi Shield        | "Absolutely Everybody"      | Vanessa Amorosi    | Etcetera Etcetera                           |
| 6       | Maxi Shield        | vs.        | Scarlet Adams      | "Better The Devil You Know" | Kylie Minogue      | Maxi Shield                                 |
| 7       | Elektra Shock      | vs.        | Kita Mean          | "Untouched"                 | The Veronicas      | Elektra Shock                               |
| 8       | Art Simone         | Art Simone | Art Simone         | "Physical"                  | Olivia Newton-John | Art Simone Karen From Finance Scarlet Adams |
| 8       | Karen From Finance |            |                    | "Physical"                  | Olivia Newton-John | Art Simone Karen From Finance Scarlet Adams |
| 8       | Kita Mean          |            |                    | "Physical"                  | Olivia Newton-John | Art Simone Karen From Finance Scarlet Adams |
| 8       | Scarlet Adams      |            |                    | "Physical"                  | Olivia Newton-John | Art Simone Karen From Finance Scarlet Adams |

 La candidate a été éliminée après sa première fois en danger d'élimination.
 La candidate a été éliminée après sa deuxième fois en danger d'élimination.
 La candidate a été éliminée après sa troisième fois en danger d'élimination.
 La candidate a été éliminée lors du lip-sync final.

## Juges invités
Cités par ordre d'apparition :
- Elz Carrad, acteur néo-zélandais ;
- Rena Owen, actrice néo-zélandaise.

### Invités spéciaux
Certains invités apparaissent dans les épisodes, mais ne font pas partie du panel de jurés.
Épisode 1
- Taika Waititi, réalisateur et acteur néo-zélandais (par visioconférence).

Épisode 2
- Dannii Minogue, chanteuse australienne (par visioconférence) ;
- Kylie Minogue, chanteuse et actrice australienne (par visioconférence).

Épisode 3
- Leland, auteur-compositeur-interprète américain (par visioconférence) ;
- Troye Sivan, chanteur et acteur australien (par visioconférence).

Épisode 5
- Suzanne Paul, personnalité télévisée anglo-néo-zélandaise.

Épisode 6
- Aunty Donna, groupe de comédiens australiens.

Épisode 7
- Raven, drag queen américaine, candidate de la première saison de RuPaul's Drag Race et de la première saison de RuPaul's Drag Race All Stars ;
- The Veronicas, groupe de musique australien (par visioconférence).

Épisode 8
- Chloe Lattanzi, chanteuse et actrice américaine (par visioconférence) ;
- Lance Savali, chorégraphe néo-zélandais ;
- Olivia Newton-John, chanteuse et actrice anglo-australienne (par visioconférence).

## Épisodes
| 1 | Art Simone  | 3 | Jojo Zaho     | 5 | Scarlet Adams | 7 | Kita Mean         | 9  | Anita Wigl'it      |
| 2 | Maxi Shield | 4 | Elektra Shock | 6 | Coco Jumbo    | 8 | Etcetera Etcetera | 10 | Karen From Finance |

| Candidate       | Anita Wigl'it | Art Simone                   | Coco Jumbo     | Elektra Shock   | Etcetera Etcetera      | Jojo Zaho | Karen From Finance | Kita Mean  | Maxi Shield   | Scarlet Adams |
| Ville d'origine | Leigh         | Melbourne                    | Coffs Harbour  | Auckland        | Canberra               | Newcastle | Melbourne          | Auckland   | Ballina       | Perth         |
| Inspiration     | Mouton        | Collins Street / Hosier Lane | The Big Banana | Tamaki Makaurau | Triangle parlementaire | Koori     | Melbourne Cup      | All Blacks | The Big Prawn | Cygne noir    |

| Candidate                       | Anita Wigl'it | Art Simone  | Coco Jumbo | Elektra Shock    | Etcetera Etcetera | Karen From Finance | Kita Mean | Maxi Shield     | Scarlet Adams     |
| Snatch Game Choix de personnage | Élisabeth II  | Bindi Irwin | Lizzo      | Catherine O'Hara | Lindy Chamberlain | Dolly Parton       | Dr. Seuss | Magda Szubanski | Jennifer Coolidge |

| Chanson         | "Queens Down Under"  | "Queens Down Under"  | "Queens Down Under" | "Queens Down Under" |
| Équipe          | Three and a Half Men | Three and a Half Men | Outback Fake-Hoes   | Outback Fake-Hoes   |
| Cheffe d'équipe | Elektra Shock        | Elektra Shock        | Scarlet Adams       | Scarlet Adams       |
| Candidates      | Elektra Shock        | Karen From Finance   | Anita Wigl'it       | Coco Jumbo          |
| Candidates      | Kita Mean            | Maxi Shield          | Etcetera Etcetera   | Scarlet Adams       |

| Candidate          | Talent               | Qui devrait être éliminée ce soir ? |
| ------------------ | -------------------- | ----------------------------------- |
| Art Simone         | Art contemporain     | Elektra Shock                       |
| Elektra Shock      | Danse contemporaine  | Art Simone                          |
| Karen From Finance | Sculpture de ballons | Elektra Shock                       |
| Kita Mean          | Transformisme        | Elektra Shock                       |
| Scarlet Adams      | Pole dancing         | Elektra Shock                       |

| Candidate                              | Art Simone | Karen From Finance | Kita Mean | Scarlet Adams    |
| Nombre de victoires                    | 0          | 1                  | 1         | 3                |
| Épisode(s)                             | —          | Épisode 1          | Épisode 6 | Épisodes 3, 4, 7 |
| Nombre de fois en danger d'élimination | 1          | 1                  | 1         | 1                |
| Épisode(s)                             | Épisode 2  | Épisode 4          | Épisode 7 | Épisode 6        |